# The Truth of Fiction
The Truth of Fiction è un cortometraggio muto del 1915 diretto da Henry Otto.

## Produzione
Il film fu prodotto dall'American Film Manufacturing Company.

## Distribuzione
Distribuito dalla Mutual Film, il - un cortometraggio in due bobine - film uscì nelle sale cinematografiche USA l'8 marzo 1915.